# Alexa Gray
Alexa Lea Gray (Calgary, 7 agosto 1994) è una pallavolista canadese, schiacciatrice dell'Eczacıbaşı.

## Carriera

### Club
La carriera di Alexa Gray inizia a livello giovanile nel Dinos, club della sua città natale; parallelamente gioca anche a livello scolastico con la Centennial HS. Dopo il diploma si trasferisce negli Stati Uniti d'America e gioca a livello universitario nella NCAA Division I con la Brigham Young dal 2012 al 2015: oltre a ricevere diversi riconoscimenti individuali, nel torneo 2014 si spinge fino alla finale nazionale.
Nella stagione 2016-17 firma il suo primo contratto professionistico in Corea del Sud con il GS Caltex Seoul, impegnato in V-League. Approda in Italia nella stagione seguente, difendendo i colori del Soverato, in Serie A2, mentre nel campionato 2018-19 gioca in Serie A1 con il Casalmaggiore.
Nella stagione 2019-20 si trasferisce alla VolAlto Caserta, neopromossa nel massimo campionato italiano, che lascia a metà annata per accasarsi alla Savino Del Bene, sempre in Serie A1, dove milita anche nella stagione seguente, ma difendendo per un biennio i colori dell'UYBA. Nell'annata 2022-23 si trasferisce all'Imoco, sempre nel massimo campionato italiano, conquistando la Supercoppa italiana, il campionato mondiale per club 2022, la Coppa Italia e lo scudetto, dove viene premiata anche come MVP.
Nel campionato 2023-24 si trasferisce in Turchia, dove prende parte alla Sultanlar Ligi con l'Eczacıbaşı ed ottiene, per il secondo anno consecutivo, la vittoria nel campionato mondiale per club.

### Nazionale
Nel 2010 con la nazionale Under-18 partecipa al campionato nordamericano, venendo premiata come miglior attaccante del torneo. Nel 2017, invece, debutta in nazionale maggiore, con cui conquista successivamente la medaglia di bronzo alla Coppa panamericana 2018; l'anno successivo si aggiudica la Volleyball Challenger Cup e la medaglia di bronzo al campionato nordamericano, dove viene premiata come miglior schiacciatrice, andando poi a bissare nell'edizione 2023 del torneo continentale lo stesso metallo e lo stesso riconoscimento individuale.

## Palmarès

### Club
- Campionato italiano: 1

2022-23
- Coppa Italia: 1

2022-23
- Supercoppa italiana: 1

2022
- Campionato mondiale per club: 2

2022, 2023

### Nazionale (competizioni minori)
- Coppa panamericana 2018
- Volleyball Challenger Cup 2019

### Premi individuali
- 2010 - Campionato nordamericano Under-18: Miglior attaccante
- 2013 - All-America Third Team
- 2013 - NCAA Division I: Los Angeles Regional All-Tournament Team
- 2014 - All-America Second Team
- 2014 - NCAA Division I: Seattle Regional All-Tournament Team
- 2014 - NCAA Division I: Oklahoma City National All-Tournament Team
- 2015 - All-America First Team
- 2019 - Qualificazioni alla Volleyball Challenger Cup: MVP
- 2019 - Campionato nordamericano: Miglior schiacciatrice
- 2023 - Serie A1: MVP
- 2023 - Campionato nordamericano: Miglior schiacciatrice